# Velddriel
Velddriel (51° 46′ N, 5° 18′ L) é uma cidade dos Países Baixos, na província de Guéldria. Velddriel pertence ao município de Maasdriel, a 8 km a norte de 's-Hertogenbosch.
Em 2001, a cidade de Velddriel tinha 573 habitantes. A área urbana da cidade é de 0.19 km², e tem 206 residências.
A área de Velddriel, que também inclui as partes periféricas da cidade, bem como a zona rural circundante, tem uma população estimada em 1330 habitantes.